# 日內瓦國際發明展
日內瓦國際發明展（Geneva International Exhibition of Inventions）為一大型國際發明展覽，每年在瑞士日內瓦州大萨科内市的Palexpo舉行。其於1972年由Jean-Luc Vincent創辦，除創始之時即已獲瑞士聯邦政府、日內瓦州政府和日內瓦市政府贊助以外，自2009年起更獲聯合國世界知识产权组织 (WIPO) 贊助。
展覽每年舉辦之時均會吸引來自45個國家的近800家參展商展出1,000項發明，以及接待超過60,000名參觀者。展出的發明涵蓋廣泛的領域，包括能源、環保、資訊科技、一般機械、工業流程、鐘錶、電力、電子、建築、土木工程、木工、衛生、通風、暖氣、安全和警報材料、 DIY、家庭工藝、商業和技術設備、農業、園藝、紡織、醫藥衛生、光學、教育、交通、健康、食品、化妝品、休閒、廣告、包裝以及玩具和遊戲。能源、生態、環境和安全領域是發明的趨勢。

## 爭議
早於2013年，此展覽及其頒發獎項之權威性即已被臺灣權威財經雜誌商業周刊公開撰文質疑；文章稱該展覽只要付費即可報名、參加門檻極低，而且獲獎率高競爭亦毫不激烈，而所謂的「臺灣代表團」亦完全沒有官方身份，純粹是一群自行報名參加的臺灣人而已。2023年，香港時事評論員馮睎乾亦撰文稱展覽1000項發明中四成來自中國、三成來自香港，相反來自西方國家的發明數量各不超過20項，質疑展覽之國際化程度並將其譏為「第三世界盛事」、「豬肉獎」。
2025年，香港爆出震動全港的藥倍安心學術倫理醜聞，當中前年於此展覽奪得銀獎的香港發明被指造假，展覽方對指控無動於衷涉嫌包庇作弊的獲獎者潘浠淳。

## 相關链接
- 日內瓦國際發明展 （页面存档备份，存于）
- 日内瓦国际发明展 （页面存档备份，存于）

1. ↑   （英语）.
2. ↑  . 日内瓦论坛报. 2014-4-6 （法语）.
3. ↑  王明聖. . 商業周刊. 2013-04-18. （原始内容存档于2023-05-09） （中文（臺灣））.
4. ↑  馮睎乾. . 大紀元時報. 2023-05-05  [2024-01-21]. （原始内容存档于2023-09-30） （中文（香港））.